# Се, стою у двери и стучу
Се, стою у двери и стучу — фраза из Откровения Иоанна Богослова, ставшая нарицательным выражением любви Бога к человеку. Полностью фраза звучит так:

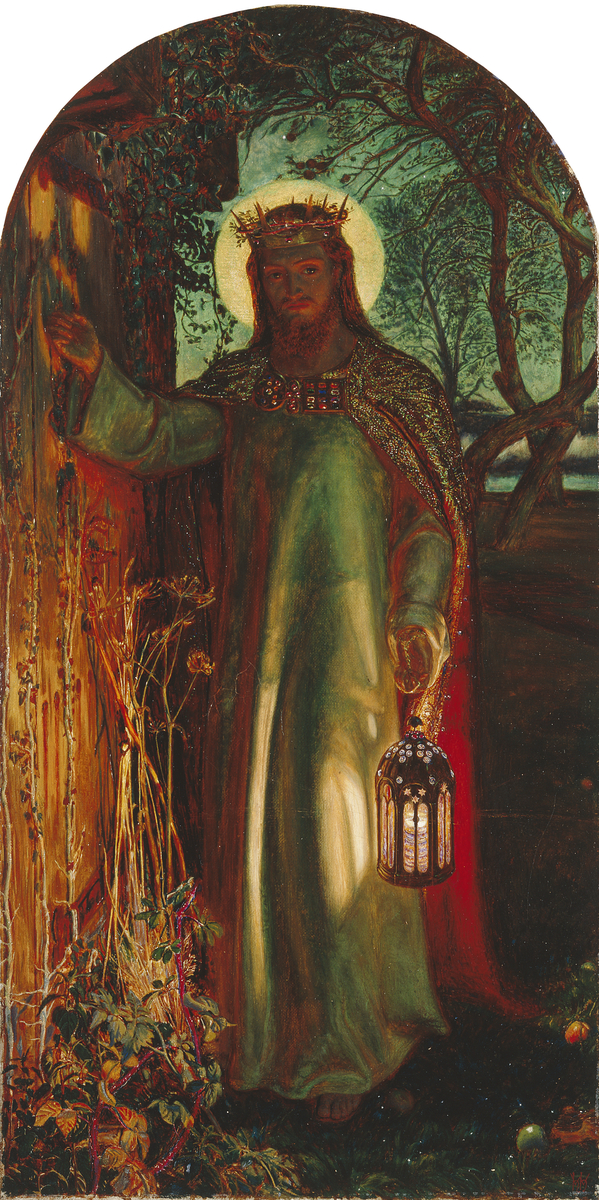
Уильям Хант. «Светоч мира» 1854 г.

 Се, стою у двери и стучу: если кто услышит голос Мой и отворит дверь, войду к нему, и буду вечерять с ним, и он со Мною
— Откр. 3:20

## Богословское толкование
Христос стоит у сердца каждого и, не нарушая свободы, ждёт, когда человек сам отворит дверь, то есть внемлет слову Его, очистит сердце покаянием и тогда Господь войдёт в сердце человека и будет вечерять (ужинать, пировать) с ним.
Христос — Жених, церковь — невеста. Образ Небесного Жениха позаимствован из Ветхого Завета: «...вот, голос моего возлюбленного, который стучится: "отвори мне, сестра моя, возлюбленная моя..."» (Песн. 5:2).
Свт. Тихон Задонский:

Вот Сам Бог хочет к нам прийти, и Себя в познание нам подать! Он у всякого при дверях стоит, и всякому хочет познаться, но мало кто слышит Его, стучащего в двери…

Господь — врач. Прп. Макарий Великий:

 Итак, приимем Бога и Господа, истинного врача. Который, пришедши и много для нас потрудившись, один может уврачевать наши души. Ибо непрестанно ударяет Он в двери сердец наших, чтобы отверзли мы Ему…

А. П. Лопухин:

Господь не стесняет человеческой свободы; Он кротко взывает к людям или через Свое откровенное слово, или через внутренние движения человеческой совести и человеческого сердца. Стуча, Господь ожидает, что грешник сам добровольно и охотно отворит дверь своего сердца. Господь теперь приходит Сам к человеку для его блаженства до конца жизни; а потом сам человек придет к Нему на вечерю Царства небесного после своей смерти.

## В культуре
Слова Откровения иллюстрирует знаменитая картина Уильяма Ханта «Светоч мира», которая в свою очередь вдохновила Артура Салливана, написать ораторию «The Light of the World» в 1873 году. Существует множество менее известных картин, иллюстраций, стихотворений и музыкальных композиций на данную тему.